# Larbi Bourrada
Larbi Bourrada (také Laarbi Bouraâda či Larbi Bouraada; arabsky العربي بورعدة‎) (* 10. května 1988 Alžírsko) je alžírským atletem, závodícím v atletickém víceboji. V současnosti je držitelem afrického kontinentálního rekordu v desetiboji výkonem 8461 bodů. Závodil také individuálně ve skoku o tyči, ve vícebojích ale dosahuje podstatně větších úspěchů. Třikrát vyhrál Mistrovství Afriky v atletice v disciplíně desetiboj a jednou Panafrické hry ve skoku o tyči. Z afrického šampionátu má také dvě stříbrné medaile ze skoku o tyči.

## Dopingová kauza
Nad jeho úspěšnou sportovní kariérou visí od roku 2012 stín v podobě prokázaného užití nedovolené látky stanozolol. Ta byla prokázána v jeho vzorku po dokončeném desetiboje v německém Ratingenu, kde získal 8332 bodů. Jeho výsledek byl následně anulován a byl potrestán dvouletým zákazem závodění. Po odpykání trestu v roce 2014 se k atletice vrátil a v roce 2015 při Mistrovství světa v atletice 2015 v Pekingu vytvořil osobní rekord 8461 bodů.

## Osobní rekordy
- Desetiboj 8461 bodů (2015, AR)
- Sedmiboj 5911 bodů (2010)